# The CW
The CW Television Network (The CW) là một mạng lưới truyền hình Mỹ. Mạng lưới này được sở hữu bởi CBS Entertainment Group của Paramount Global hợp tác với Warner Bros. của Warner Bros. Discovery.
The CW ra mắt vào ngày 18 tháng 9 năm 2006, sau hai người tiền nhiệm, UPN và WB, đã ngừng hoạt động độc lập vào ngày 15 và 17 tháng 9 năm đó. Hai đêm lập trình đầu tiên của The CW - vào ngày 18 và 19 tháng 9 năm 2006 - bao gồm các chương trình chạy lại và các chương trình đặc biệt liên quan đến khởi động. CW đã đánh dấu ngày ra mắt chính thức vào ngày 20 tháng 9 năm 2006, với buổi ra mắt hai giờ của chu kỳ thứ bảy của America's Next Top Model
Tên của The CW đều là chữ cái đầu của (The) CBS và Waner Bros